# Granica emiracko-saudyjska
Granica emiracko-saudyjska – granica międzypaństwowa, dzieląca terytoria Zjednoczonych Emiratów Arabskich (emirat Abu Zabi) i Arabię Saudyjską o długości 457 kilometrów.
Początek granicy znajduje się nad Zatoką Perską (Dawhat Duwayhin)  następnie biegnie  prostymi odcinkami w kierunku południowo-wschodnim w głąb Półwyspu Arabskiego, by po dotarciu do południka 55° E, przybrać kierunek północno-wschodni i dojść do styku granic ZEA, Omanu i Arabii Saudyjskiej w Al-Rabbad.
Granicę ustalono  po utworzeniu ZEA, w 1974 roku traktatem w Dżidda. Arabia Saudyjska ratyfikowała traktat dopiero w 1993 roku. Traktatu nie ratyfikowały ZEA.